# Perperek (vattendrag)
Perperek (bulgariska: Перперек) är ett vattendrag i Bulgarien.   Det ligger i regionen Kărdzjali, i den södra delen av landet, 220 km sydost om huvudstaden Sofia.